# Gaysper
Gaysper (en castellà, fantransmaricabollo) és el nom posat a un personatge i mem d'internet en forma de fantasma caracteritzat amb la bandera LGBT que es popularitzà a partir de la campanya electoral de Vox per les Eleccions generals espanyoles d'abril de 2019. El personatge anà ampliant la diversitat de caracteritzacions amb noves incorporacions de banderes al seu dibuix per tal d'incorporar altres orientacions com la bisexual, transsexual, lesbiana, intersexual, gènere fluid, no-binari, asexual, os i leather.

## Origen
El dibuix original de l'emoji del fantasma d'Android amb una bandera LGBT i diverses versions ja existien segurament vora l'any 2015 i eren obra d'una dissenyadora que a la plataforma de venda de productes de marxandatge Redbubble s'havia inscrit amb el nom de baiiley.
El 28 d'abril de 2019 el partit polític Vox publicà un tuit en el que incloïa un fotomuntatge on a una escena de la pel·lícula d'El Senyor dels Anells: El retorn del rei col·locaven una bandera d'Espanya damunt el personatge d'Aragorn i a davant seu damunt d'un exèrcit d'orcs hi col·locaren una bandera republicana espanyola, un símbol d'Antifaschistische Aktion, un símbol feminista (símbol de Venus ♀), un símbol comunista (la falç i el martell ☭), una estelada, un símbol del canal de televisió La Sexta, un símbol anarquista (A anarquista Ⓐ), un símbol del puny dels Panteres Negres sobre un cercle vermell, i també un logo del diari El País. La principal crítica al fotomuntatge es basà en el fet que l'actor que interpreta el personatge d'Aragorn a les pel·lícules d'El Senyor dels Anells de Peter Jackson, és Viggo Mortensen, el qual és reconegut pel seu suport al moviment independentista català, ja que és soci d'Òmnium Cultural i, per tant, improbable simpatitzant del partit polític Vox. També Warner Bros la productora de les pel·lícules d'El Senyor Dels Anells, va emetre un tuit en que informava que la companyia no havia autoritzat l'ús de la propietat intel·lectual de la imatge per a ser utilitzada en cap campanya política. I unes setmanes després el propi Viggo Mortensen escriuria una carta al director d'El País en la que comentà com li semblava d'ignorant que Vox hagués utilitzat el personatge d'Aragorn per una campanya política d'anti-immgiració, anti-feminista, i islamòfoba, quan el personatge de la saga de Tolkien encarna justament els valors contraris que són segons Viggo Mortensen els de "ser un estadista poliglota que advoca pel coneixement i la inclusió de les diverses races, costums i llengües". Malgrat totes aquestes asseveracions, l'11 de maig Krzysztof Bosak líder de la coalició euro-escèptica Konfederacja KORWiN Braun Liroy Narodowcy, publicaria un nou mem emulant el publicat per Vox però variant-lo tot posant el logotip de la formació euro-escèptica damunt del personatge d'Àragorn i a la banda dels orcs hi situaria banderes LGBT i una imatge difuminada de Karl Marx.

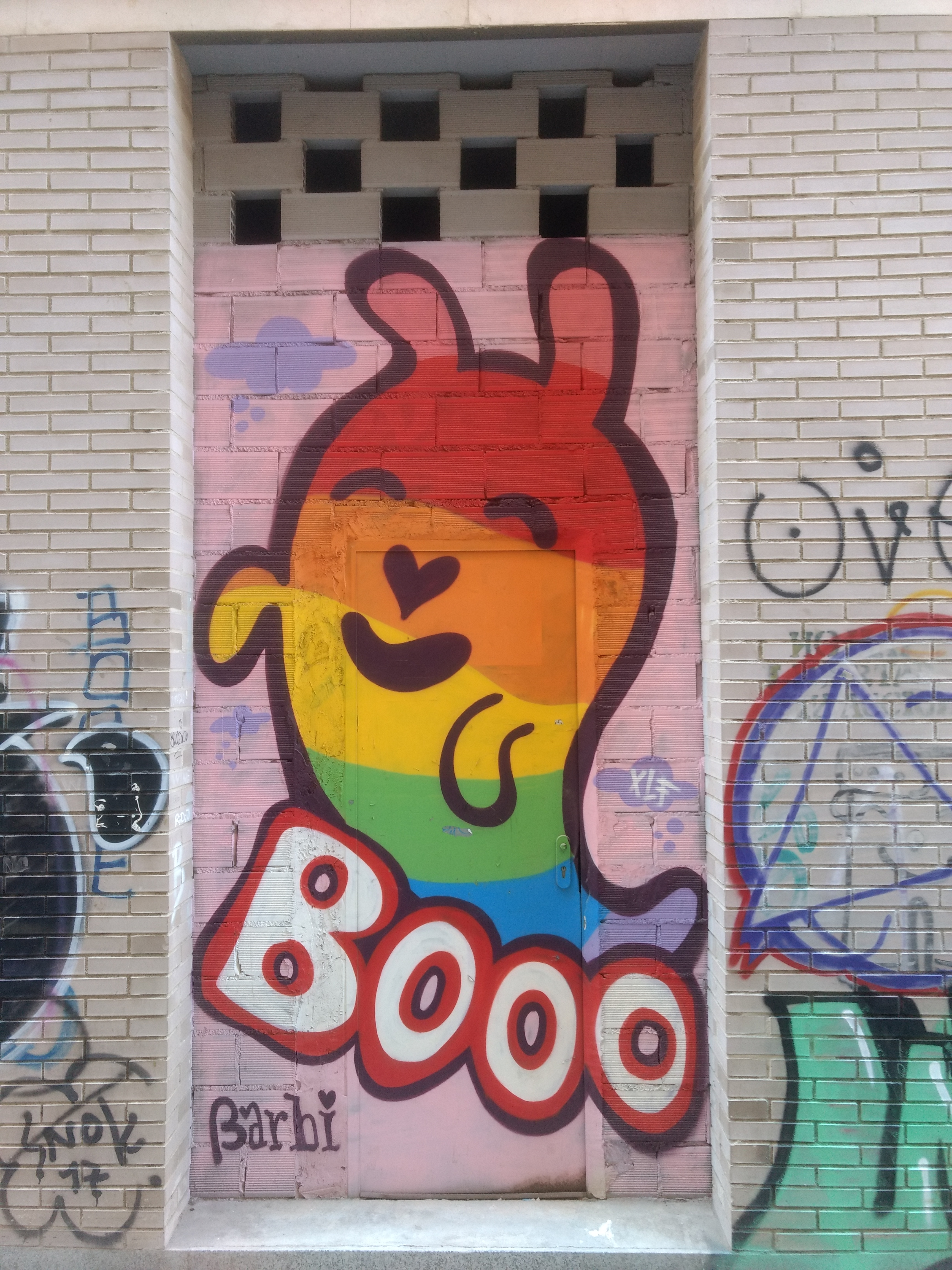
Grafiti de Gaysper a la ciutat de València

El fotomuntatge de Vox en plena campanya electoral de les Eleccions generals espanyoles de l'any 2019 guanyaria en popularitat gràcies als muntatges satírics que se'n van fer i va sobtar el fet que el símbol per identificar la lluita homòfoba fos el personatge d'un emoji en forma de fantasma caracteritzat amb una bandera gai. Fou així que s'inicià una investigació sobre l'origen d'aquest símbol poc conegut fins llavors en l'entorn. Arribant-se a establir un relat satíric en que el fantasma representava una entitat que s'apareixia a la gent per despertar-li per una orientació sexual no heterosexual latent. I seria així com a través de l'humor es convertiria en un nou símbol reivindicatiu del col·lectiu LGTBi+. El perfil satíric de Twitter anomenat "¡Bravo por vos!" acabaria establint-ne el nom de Gaysper unint Gay i Casper per la semblança del dibuix del fantasma amb el personatge dels dibuixos animats de 1939 i de la pel·lícula de l'any 1995. Gaysper s'acabaria comercialitzant en tota mena de productes de marxandatge com adhesius, samarretes, llibretes i altres productes a través de la plataforma Redbubble. També apareixerien sticks per Telegram i un compte de Twitter.
La manera com es va capgirar el significat del símbol de Gaysper s'ha arribat a comparar a com a l'Alemanya de l'època del nazisme es va perseguir durament l'homosexualitat i es va enviar molts membres del col·lectiu a camps de concentració com a presoners i de distintiu se'ls va col·locat un triangle de color rosa invertit i bordat a la roba. Anys més tard la comunitat gai li donà la volta al significat del símbol i començà a utilitzar-lo com a icona de l'activisme gai i mem polític. Junt amb la bandera de l'arc de Sant Martí als anys 60, els 70 i 80, el símbol del triangle rosa invertit acabaria establint-se i sent habitual en les lluites per la reivindicació dels drets LGTB.